# Pisulia hirta
Pisulia hirta är en nattsländeart som beskrevs av G. Marlier 1953. Pisulia hirta ingår i släktet Pisulia och familjen Pisuliidae. Inga underarter finns listade i Catalogue of Life.